# デイブレイク (2010年のテレビ番組)
『デイブレイク（Daybreak）』は、イギリス・ITVで2010年9月6日から2014年4月25日まで放送された朝の情報番組。2010年9月3日に平日版の最終回を放送した『GMTV』に代わって放送された。番組はその3日後に開始された。
2014年3月、ITVは番組が2014年後半に終了し、代わりに2014年4月28日に『グッドモーニング・ブリテン』が開始されると発表した。

## 歴史
『GMTV』を『デイブレイク』に置き換える決定は、ITVによるGMTVの完全買収に続いて行われた。『デイブレイク』と『ロレイン』はITVブレックファストの平日の出力を構成した。週末には、子供向け番組がこの枠を埋めた。新しいフランチャイズを宣伝する広告キャンペーンが8月23日に開始され、コマーシャルの時間の開始と終了の間に短いブレークバンパーが挟まれ、ITVの夕方のスケジュールで放送された。

### 開始前
エイドリアン・チャイルズとクリスティーン・ブリークリーは、ITVに移籍するためにBBCを退社するまで、3年近く共にBBC Oneで『ザ・ワン・ショー』を務めていた。

### 初回
初回は2010年9月6日に放送され、元ホストのチャイルズとブリークリーが視聴者に新しいセットを紹介し、窓からの景色を賞賛した。トニー・ブレアとのインタビューと、2006年のファレパック・クリスマス（Farepak Christmas）貯蓄クラブの崩壊に関するジョン・ステイプルトンによるトップニュースが含まれていた。スタジオツアーだけでなく、イギリス各地の地方の様子も放送された。マスコミは初回に対して賛否両論の反応を示した。

### ITVブレックファストからITVスタジオズへの移行
2011年3月、ITVは経営再建の一環として番組をITVニュース運営に組み込むと発表した。同年7月、この枠の制作は姉妹番組『ロレイン』と共にITVスタジオズに引き継がれることが発表された。
8月、『ディス・モーニング』エグゼクティブのカール・ニュートン（Karl Newton）はITVスタジオズへの移行の責任を問われ、視聴率を上げるために「最後のサイコロの一振り」を与えるために枠を刷新していた。9月2日、ITVは元『BBCブレックファスト』チーフのデイビッド・カーモード（David Kermode、元『5ニュース』編集長）が12月1日から番組編集長に就任すると発表し、プレゼンターチームと形式の大幅な刷新を予告した。9月6日、放送開始1周年を迎えた。2日後、ポール・コノリー（Paul Connolly、副編集長）が退任した。

### リニューアル
2011年12月12日、新たな焦点と形式変更の一環として「困っているお母さん（hassled mums）」をターゲットにすると報じられ、2012年4月には新しいプレゼンターチームが導入される予定であると報じられが、これらの計画は遅れた。4月26日、ITVが『デイブレイク』を現在姉妹番組『ロレイン』が使用しているスタジオに移転する予定であると報じられた。
2011年11月19日、初代プレゼンターのエイドリアン・チャイルズとクリスティーン・ブリークリーが解任されたと報じられた。チャイルズは新年に退任することを確認したが、2人は12月5日に降板し、「尊厳を保ったまま行けると確信した」と述べた。新しいプレゼンターが発表されるまで、ダン・ロブとケイト・ギャラウェイが暫定的に引き継いだ。12月8日、ITV最高責任者のアダム・クロージャー（Adam Crozier）は、「リスクを負う」必要があったと述べ、チャイルズとブリークリーの起用決定を擁護した。
2012年5月4日、アレッド・ジョーンズとロレイン・ケリーが新しい常任プレゼンターとしてITVによって承認された。ジョーンズは「ロレイン・ケリーのような完璧なプロフェッショナルと毎朝ソファを共有することを心から楽しみにしている」と語った。
5月28日、ランヴィル・シンが『BBCノース・ウェスト・トゥナイト』を降板し、『デイブレイク』に加わって最初の1時間を担当すると発表した。6月11日、『5ニュース』プレゼンターのマット・バーベットがシンの共同プレゼンターとして確認された。
8月28日、シンが番組の最初の1時間後にニュースリーダーを務めることが確認され、BBCウェザーのプレゼンターであるローラ・トービンがその枠に加わることが発表された。ギャラウェイは金曜日に出演し、新たな2年契約で常勤ホストのロレイン・ケリーの代わりを務めることになった。
8月28日、新しい番組ロゴが発表された。刷新された形式は9月3日に発売された。これはソーシャルメディア上で視聴者から様々な反応で迎えられ、一部の新聞は視聴者が「昔ながらの」派手なセットに否定的な反応を示したと報じた。しかし、一部の視聴者はこの変更を気に入っており、コアな視聴者が復帰を求めていたGMTVの元の形式への回帰を賞賛した。不振に陥った形式の変更にもかかわらず、新しくなった初回は僅か60万人の視聴者しか集まらなかった。視聴者が元のGMTVスタイルの形式と新しいプレゼンターに慣れ始めたため、9月を通じて番組の平均視聴者数は約70万人だった。10月の視聴率は平均視聴者数70万人を維持し、最高視聴者数が80万人に達することもあった。
2014年2月15日、ケリーは年内に降板すると発表した。毎週月曜日から金曜日まで『ロレイン』を務めるという新たな契約に署名していた。
4月4日（最終回の3週間前）、バーベットは最後の共同プレゼンターを務め、チャイルズ、ブリークリー、ロブに次いで降板した4人目のプレゼンターとなった。4月10日、ケリーは新たな契約の一環として、イースター休暇前に最後の放送に出演し、『ロレイン』に集中した。4月25日、ジョーンズとギャラウェイがホストを務めた『デイブレイク』が正式に終了した。

## プレゼンター
| 役職                           | デイブレイク/ザ・デイブレイク・ニュースアワー | デイブレイク/ザ・デイブレイク・ニュースアワー | デイブレイク/ザ・デイブレイク・ニュースアワー | デイブレイク/ザ・デイブレイク・ニュースアワー | デイブレイク/ザ・デイブレイク・ニュースアワー | デイブレイク/ザ・デイブレイク・ニュースアワー |
| 役職                           | 2010年                                        | 2011年                                        | 2012年（1月 - 8月）                           | 2012年（9月 - 12月）                          | 2013年                                        | 2014年                                        |
| ------------------------------ | --------------------------------------------- | --------------------------------------------- | --------------------------------------------- | --------------------------------------------- | --------------------------------------------- | --------------------------------------------- |
| リードプレゼンター             | エイドリアン・チャイルズ                      | エイドリアン・チャイルズ                      | ダン・ロブ                                    | アレッド・ジョーンズ                          | アレッド・ジョーンズ                          | アレッド・ジョーンズ                          |
| リードプレゼンター             | クリスティーン・ブリークリー                  | クリスティーン・ブリークリー                  | ケイト・ギャラウェイ                          | ロレイン・ケリー                              | ロレイン・ケリー                              | ロレイン・ケリー                              |
| メインプレゼンター             | ジョン・ステイプルトン                        | ジョン・ステイプルトン                        | ジョン・ステイプルトン                        | ジョン・ステイプルトン                        | ジョン・ステイプルトン                        | ジョン・ステイプルトン                        |
| メインプレゼンター             | ケイト・ギャラウェイ                          | ケイト・ギャラウェイ                          |                                               | ケイト・ギャラウェイ                          | ケイト・ギャラウェイ                          | ケイト・ギャラウェイ                          |
| メインプレゼンター             |                                               |                                               |                                               | マット・バーベット                            | マット・バーベット                            | マット・バーベット                            |
| メインプレゼンター             |                                               |                                               |                                               | ランヴィル・シン                              | ランヴィル・シン                              | ランヴィル・シン                              |
| ニュースリーダー               | タスミン・ルシア＝カーン                      | タスミン・ルシア＝カーン                      | ルーシー・ワトソン                            | ランヴィル・シン                              | ランヴィル・シン                              | ランヴィル・シン                              |
| 保健担当編集長                 | ドクター・ヒラリー・ジョーンズ                | ドクター・ヒラリー・ジョーンズ                | ドクター・ヒラリー・ジョーンズ                | ドクター・ヒラリー・ジョーンズ                | ドクター・ヒラリー・ジョーンズ                | ドクター・ヒラリー・ジョーンズ                |
| 天気                           | ルーシー・ベラサミー                          | ルーシー・ベラサミー                          | ルーシー・ベラサミー                          | ローラ・トービン                              | ローラ・トービン                              | ローラ・トービン                              |
| 天気                           | カースティ・マッケイブ （2月まで）            |                                               |                                               | ローラ・トービン                              | ローラ・トービン                              | ローラ・トービン                              |
| 天気                           | アレックス・ベレスフォード（代理）            |                                               |                                               |                                               |                                               |                                               |
| エンターテインメント担当編集長 | ケイト・ギャラウェイ                          | ケイト・ギャラウェイ                          | ケイト・ギャラウェイ （6月まで）              | リチャード・アーノルド                        | リチャード・アーノルド                        | リチャード・アーノルド                        |
| エンターテインメント担当編集長 | ケイト・ギャラウェイ                          | ケイト・ギャラウェイ                          | リチャード・アーノルド （6月以降）            | リチャード・アーノルド                        | リチャード・アーノルド                        | リチャード・アーノルド                        |
| エンターテインメント担当記者   | スティーブ・ハーグレイブ                      | スティーブ・ハーグレイブ                      | スティーブ・ハーグレイブ                      |                                               |                                               |                                               |
| ロサンゼルス担当特派員         | ロス・キング                                  | ロス・キング                                  | ロス・キング                                  | ロス・キング                                  | ロス・キング                                  | ロス・キング                                  |

## 形式
『デイブレイク』は、有名人のインタビュー、消費者や健康関連のアイテム、イギリス各地からのリポートが散りばめられた、ニュース、ライフスタイル、エンターテインメントのマガジン番組だった。

### 6:00〜7:00（ザ・デイブレイク・ニュースアワー）
マット・バーベットとランヴィル・シンが「ザ・デイブレイク・ニュースアワー（The Daybreak News-Hour）」を担当した。プレゼンターはまた、ゲストと話をしたり、1時間を通して新聞の一面を確認したりした。ジョン・ステイプルトン、ヘレン・フォスペロ、ルイーザ・ジェームスが同セクションの代理プレゼンターを務める。

### 7:00〜8:30（デイブレイク）
アレッド・ジョーンズとロレイン・ケリーが、7:00から8:30まで、ヒューマンインタレスト記事、芸能界のゴシップ、ライフスタイル特集に焦点を当てて、この枠の主要部分を担当した。ニュース、スポーツ、天気の最新情報は、ランヴィル・シンとローラ・トービン、担当記者と専門家のチームによって提供された。ケイト・ギャラウェイ、マット・バーベット、またはジョン・ステイプルトンが同セクションの代理プレゼンターであり、バーベットは時折6:00から8:30まで全枠で担当した。ヘレン・フォスペロが代理として担当することもあった。

### ニュース
ニュース放送は、7:00と8:00に「デイブレイク・ニュースデスク（Daybreak News-Desk）」からランヴィル・シン（シンが出演していない場合はヘレン・フォスペロまたはルイーザ・ジェームス）が担当し、ヘッドラインは7:30と9:00に姉妹番組『ロレイン』で再度放送された。リポートは番組のニュースチームのメンバーによって提供された。

### ニュースレビュー
一部の朝には、一面の主な見出しと朝刊の中面の記事について、番組のゲスト2名が議論した。これは2012年9月から2013年夏までは定期的な特集だったが、その後は不定期の特集になったが、常にマット・バーベットが一面を見せた。ビクトリア・ダービーシャー、ケビン・マグワイア、マーテル・マクスウェル、マイケル・ポーティージョは時折新聞評論家を務めた。彼らは姉妹番組『ロレイン』で8:35の主要新聞の見出しについて議論することがよくあった。

### 全国天気
ローラ・トービンによる全国の天気予報は、6:08、6:25、6:55、7:25、7:55、8:25頃に放送された。2010年12月、イギリスの大部分に影響を与えている厳しい冬の天候を広範囲に報道した（従来は屋外テラスにて予報を行っていた）。ニュースティッカーは、当時国内の交通インフラの大部分に影響を与えた吹雪の最中に、交通情報の最新情報を提供するために導入された。場合によっては、リーズ城やエプソム・ダウンズ競馬場などの屋外の場所から撮影されることもある。

### エンターテインメント
ロサンゼルス担当特派員のロス・キングがハリウッドの最新ニュースを全て担当した。ショービズ担当編集長のリチャード・アーノルドは、平日7:50にショービズの最新情報を担当した。項目は音楽ニュース、有名人のゴシップ、インタビューまで多岐にわたった。

### 政治
政治担当編集長のスー・ジェイムソン（Sue Jameson）は、毎時更新のニュースの一部として政治ニュースを頻繁に担当した。また、番組のソファに登場し、ニュース速報の記事のためにウェストミンスターやダウニング街に生中継で出演した。

### 経済
マーティン・ルイスは節約の専門家で、ガス、電気、クレジットカード、保険、休日、貯蓄など、視聴者に経済的なアドバイスを提供した。通常、木曜日に出演していた。

### 健康
保健担当編集長のドクター・ヒラリー・ジョーンズは健康に関する記事を紹介し、体重の問題、避妊、手術、癌などの医学的問題について視聴者にアドバイスを与えた。

## 反応
2011年の全英テレビジョン賞の「マガジン・プログラム・オブ・ザ・イヤー（Magazine Programme of the Year）」部門にノミネートされたが、最終候補リストには残らなかった。